# 香港2008年8月

## 8月1日
- 2008年立法會選舉提名期截止，地區直選共有143人角逐地區直選議席，而功能界別選舉方面有57人參選，比上屆的71人少，其中10個界別只有1人參選，確認提名有效後會自動當選。 明報[]、維基新聞
- 被控詐騙港台稿費的香港電台節目主任陳敬創，在區域法院被判160小時社會服務令。法官邱智立判刑時陳是走捷徑及犯技術上的錯誤，但無證據顯示被告從中賺取金錢上的得益。 明報[]
- 無綫電視收費台抽起了《全民開講》其中一集內容涉及警察濫權的節目，有組織表示懷疑電視台受壓把節目抽起。 維基新聞
- 前房屋及規劃地政局常任秘書長兼房屋署署長的梁展文，最近入職新世界出任執行董事及副董事總經理，被社會各界非議。 維基新聞
- 民主中國陣線主席費良勇在香港轉機時被拒入境。 維基新聞
- 香港政府實施的豁免外傭稅兩年於今日正式實施，入境處今天一早便有數百人排隊辦理簽證。 維基新聞
- 第十屆香港動漫電玩節今日在香港會議展覽中心開幕。 維基新聞

## 8月2日
- 警務處行動處處長古樹鴻表示，奧運馬術賽期間的警戒級別仍維持中等，預計賽事首天警方人手會面對最大挑戰，他強調警方可應付任何緊急狀況，有必要才會尋求駐港解放軍協助。 明報 （页面存档备份，存于）
- 2008年香港先生選舉於晚上舉行，12號朱允崇奪得冠軍。 明報 （页面存档备份，存于）

## 8月3日
- 早前無綫電視生活台抽起了《全民開講》其中一集內容涉及警察濫權的節目，有組織邀請該集節目的嘉賓於旺角行人專區重做一次論壇，討論有關問題。 維基新聞

## 8月4日
- 中學會考今日放榜，截至下午5時半，全港剩餘中六學位共有4,114個，本年有55,000多個學生考獲升讀中六的資格，其中15人獲考十優成績，當中年紀最小者只有13歲。 [來源請求]
- 香港天文台發出一號戒備信號，位於南海東北部的熱帶低氣壓，晚上集結在香港東南約470公里，預料向西北偏西移動，時速約12公里，逐漸靠近廣東沿岸。天文台表示，是日改發三號強風信號機會不大。 [來源請求]

## 8月5日
- 粵港聯席會議第十一次會議在廣州舉行，粵港澳三地就港珠澳大橋的融資方案達成共識，由三地政府按其經濟效益攤分大橋建造費。 [來源請求]
- 由於強烈熱帶風暴北冕的影響，香港天文台於下午7時15分發出今年第二個的三號強風信號。 維基新聞
- 第十屆香港動漫電玩節結束，據主辦單位稱累積入場人數約有61萬人次，破歷年紀錄。 維基新聞
- 2008年香港立法會選舉兩名報名人士袁大明及王紹爾，分別因未能成功放棄加拿大國籍及未有存入選舉按金，而被取消參選資格。 維基新聞1、2

## 8月6日
- 受到強烈熱帶風暴北冕迫近的影響，香港天文台於上午5時40分發出今年第二個的八號東北暴風信號；上午8時40分改發八號東南暴風信號，至下午5時15分改發三號強風信號。 維基新聞1、2

## 8月7日
- 南非德班以35票之差擊敗香港奪得第123屆國際奧委會全體委員大會主辦權。 維基新聞
- 香港政府委任黃華麒為香港廣播處處長。 香港政府新聞公報 （页面存档备份，存于）、維基新聞
- 公務員事務局局長俞宗怡就前高官梁展文入職新世界要職事件回應記者，表示會檢視目前有關公務員離職後從事外間工作的制度 維基新聞
- 再有香港警方機密檔案經Foxy軟件外泄，是4個月以來第7宗警方機密外泄事件。 維基新聞
- 藍田公園觀景台發生罕見意外，一名男子於一塊仰臥起坐板做運動時陽具離奇卡在板上。 維基新聞

## 8月8日
- 為配合北京奧運會開幕，當局在維園舉辦奧運文化廣場活動，現場約有千名市民及嘉賓看直播。而沙田馬場晚上亦舉行奧馬比賽歡迎晚會，由政務司長唐英年等官員代表港府，歡迎42個參賽國家的馬術隊伍。 明報[]
- 港鐵銅鑼灣站及上環站先後發現可疑物品，初步証實是自製煙花裝置。 維基新聞1、2
- 香港支聯會及前綫成員約50人於沙田馬場外進行請願，要求北京改善人權，平反六四，以及釋放民運人士。 維基新聞

## 8月9日
- 天水圍新市鎮兩塊大型空地的發展有初步定案，其中一幅會主要用作興建新界西北首間建造業訓練中心。 維基新聞
- 一名警員在護送約旦哈雅公主時殉職。[來源請求]

## 8月10日
- 旺角彌敦道嘉禾大廈發生五級火警，事件導致兩名消防員殉職，一名77歲老婦不治，另造成57人傷。 維基新聞1、2
  - 火警於上午9時20分發生，大廈二樓首先起火，消防到場後將火警升為三級。由於現場冒出大量濃煙，消防再於中午將火警升為五級，火警於下午3時13分救熄，共造成4死55人傷。
  - 消防處初步調查指火警原因無可疑，但起火樓層的夜總會並無防煙門，更不排除大廈內消防裝置曾被改動。有消防專家指夜總會涉用易燃物料及無防煙門，令濃煙在煙囱效應下直竄頂層，造成嚴重傷亡。
  - 而殉職的旺角消防局消防隊目蕭永方及消防員陳兆龍，其家人及同僚在晚上在現場路祭，氣氛哀傷。據了解，兩名消防員是因把氧氣面罩讓給被困火場的市民呼吸氧氣而殉職。

## 8月11日
- 多個政府部門繼續在嘉禾大廈進行調查，勘察樓宇結構是否安全及搜集證物，繼續有人到場向兩名殉職消防員致意。消防處已經成立專案小組調查起火原因，西九龍重案組亦接手調查。[來源請求]
- 消防處長盧振雄今早與嘉禾大廈火警中的殉職消防員家屬會面，並致以慰問，他向家屬承諾會為兩人舉行最高榮譽葬禮，若家屬要求，亦會為他們爭取永久安葬浩園。而消防處總部亦把消防處徽旗下半致哀。[來源請求]
- 以魚蛋著名的昌記食品突然結業。 蘋果動新聞

## 8月13日
- 港交所中期純利增長27%，半年純利29.74億港元，中期派息2.49元。但第二季盈利，則較2007年同期跌近6%。管理層表示，若下半年市況未有好轉，業績勢必受影響，而董事會亦決定自行發展碳排放權產品，料2009年中可推出。　明報[]

## 8月14日
- 長江基建半年純利23.29億港元，增長15%，中期息0.297元。主席李澤鉅指港燈盈利在新利潤管制協議下會受壓，但他對其他業務的前景感樂觀，並會不斷物色投資項目，但暫無指定地區或合意對象。 明報[]

## 8月15日
- 消委會指部分商戶向以信用卡付款的顧客收取額外費用及最低消費金額，違反信用卡組織的指引及要求。該會表示市民如被收取手續費，可憑有關手續費的足夠證明，向發卡銀行申請退款並舉報違例商戶。消委會新聞稿
- 灣仔區議員李繼雄涉嫌少報選舉開支，被廉政公署拘控。[永久]（12月18日被判罪名不成立。 （页面存档备份，存于））

## 8月16日
- 新世界中國與退休高官梁展文同意即時解約，梁展文認為政府在事件上處理不當，但不會追究。公務員事務局長俞宗怡星期五就事件致歉，承認在審批時沒有考慮梁曾處理紅灣半島一事。而行政長官辦公室亦發表聲明，認為局方是按程序處理申請。[來源請求]

## 8月17日
- 政府及兩家免費電視台進行調查，估計香港有15.6%的觀眾收看數碼電視，較五月底時的調查增加60%。由於海關較早前偵破首宗冒牌數碼高清電視接收器案件，當局呼籲市民選購接收器時要提高警覺。 香港政府新聞公報 （页面存档备份，存于）
- 世界自然基金會擔心，政府早前推出補貼市民3600元電費，會導致濫用電力能源。該會指，若全港所有家庭用盡補貼，發電排放的二氧化碳，需要1億1千萬棵樹及40年時間去調節，該會呼籲市民節約用電，並採用節能電器。 明報[]
- 香港凌晨出現月偏食，期間四分之三的月亮，被地球本影遮蔽。本港西南多個地方，包括屯門、長洲、赤柱及西九龍海濱長廊等，都可以觀看到這個天文現象。[1][2]

## 8月18日
- 消防處職工總會為在嘉禾大廈五級火中殉職消防員蕭永方及陳兆龍舉行追思會，多名曾與兩人共事的消防員肅立默哀。兩人的家屬均沒有出席今次追思會，職工總會指家屬均感疲倦，冀外界給予空間收拾心情。 明報 （页面存档备份，存于）

## 8月19日
- 大埔工業邨一個廢物回收場周一晚發生四級火警，消防通宵現場戒備，又不斷向燒熔了的輪胎噴射泡沫水炮，又及向貨櫃內射水降溫。由於火場接近煤氣鼓及氧氣廠。消防通宵在現場噴射泡沫水炮和水降溫，以防死灰復燃。[來源請求]
- 香港與法國簽署葡萄酒相關業務合作諒解備忘錄，財政司長曾俊華指，雙方除在推廣貿易和投資活動建立更緊密的伙伴關係，亦會在推動旅遊業及文化等各方面加強合作，有助香港發展成區內的葡萄酒貿易及集散中心。[來源請求]

## 8月20日
- 中國國家隊運動員將於下周訪港三天，他們將於8月30日早上在港九新界四個體育場館作示範表演，並於同日傍晚到香港大球場出席奧運金牌精英大匯演。市民可於8月21日起到城市電腦售票網購買入場券，門票每張20元。[來源請求]
- 人力資源學會在5月訪問了92家企業，發現涉及培訓的預算額佔總薪酬開支3%，比去年高出0.2%，創近五年新高。當中以建築、物業發展及房地產行業所佔預算最多。學會指企業加強員工培訓，有助減少員工流失。 [來源請求]
- 將軍澳彩明苑街市商販不滿領匯未跟承包商商討續約，擔心會大幅加租，發起罷市抗議。他們先在街市集合，遊行至領匯辦事處表達訴求。領匯回應指過去一直有跟承包商商討租務事宜，亦會和檔戶保持聯絡，確保街市照常營業。[來源請求]

## 8月21日
- 康文署早上開售國家隊奧運金牌運動員訪港的表演門票，全部門票在數小時內售清。部份市民通宵排隊仍未能購得門票，署長周達明指電腦系統容量有限，對未能購票或輪候多時的市民致歉。 明報[]
- 長和系公布上半年業績，業績較預期佳。和黃在缺乏大額特殊收益下，上半年盈利倒退63%，賺106.88億，中期息維持每股派0.51元。而母公司長實半年盈利為120億元，倒退35%，中期息0.5元。 [來源請求]

## 8月22日
- 颱風鸚鵡是日吹襲香港，香港天文台一度發出九號風球。 明報 （页面存档备份，存于）
  - 天文台於下午1時40分發出九號烈風或暴風增強信號，而鸚鵡昨午5時在西貢半島附近登陸，經新界上空向西移向后海灣，時速約14公里，趨向珠江口。由於鸚鵡在風勢減弱下轉為強烈熱帶風暴，故當局未有發出十號風球。
  - 在風暴吹襲期間，當局接獲90宗塌樹報告，另有31宗危險招牌、12宗塌外牆、8宗塌棚架、2宗輕微水浸及1宗山泥傾瀉報告，共有70人在颱風警告信號發出期間，前往公立醫院急症室求診。
  - 部份市民不理會天文台呼籲，冒險到戶外感受巨風的威力。多區均有市民到岸邊觀浪及進行水上活動，一名男子在港島大浪灣觀浪期間失蹤，由於天氣惡劣，海上搜索暫停，至今仍未尋回。
  - 另不少市民在風暴下多了一天假期，紛到戲院、酒樓及街上消遣，尖沙咀市面與平時相約。但在會展舉行的香港電腦節則在九號風球下關閉，引起市民不滿，主辦方需派贈券以作補償。
  - 近500班航機在風暴下取消或延誤，另15班機要轉飛他地。由於飛機無法起飛，有旅客上機後被困機艙數小時。機管局呼籲旅客可致電航空公司查詢，國泰及港龍則於周六加開航班以作疏導。

## 8月24日
- 對於有市民指天文台發放風暴消息不清，台長林超英指「清晨」是指午夜後1至4時，故在周六凌晨12時後改發8號信號屬正確。而根據全球氣象數據資料，他預料本年會有5到7個風暴吹襲本港，9月會是颱風吹襲香港的高峰期。 明報

## 8月25日
- 海關在本年首七個月檢控17名水果商販，他們分別因使用不準確量重器具或口頭向顧客誇大水果重量而觸犯度量衡條例，共中13名商販承認控罪，被罰款港幣300至10,000元。而另四名商販則於稍後被檢控。 香港政府新聞公報 （页面存档备份，存于）

## 8月27日
- 殘奧馬術賽事門票將於星期五開售，市民可到中旅社上環、灣仔、旺角及沙田分社購票，每人最多限買六張有頒獎環節的比賽門券及15張其他賽事的比賽門券，每張劃一定價為39元。 明報 （页面存档备份，存于）

## 8月28日
- 香港和內地簽署諒解備忘錄，廣東核電公司及中海油將續向港供電及天然氣20年。環境局長邱騰華指這可減低因新增設施而產生的電費增加壓力，減低一半二氧化碳排放。而雙方亦共同就興建液化天然氣站開展可行性研究。 香港政府新聞公報 （页面存档备份，存于）

## 8月29日
- 政府向旺角嘉禾大廈大火中殉職的兩名消防員蕭永方和陳兆龍，獲政府追授金英勇勳章，以表揚他們英勇和捨己為人的精神。他們的家人表示，對二人獲追授勳章感到驕傲。兩人生前的同僚表示，追授勳章是一個認同和安慰。 [來源請求]
- 商務及經濟發展局局長劉吳惠蘭與獲得第二屆日本國際漫畫獎最優秀獎香港漫畫家劉雲傑會面，劉吳惠蘭表示，香港漫畫家兩次得到有關獎項，證明香港漫畫作品已在國際上獲認同，冀漫畫界繼續創作更多優秀的作品。 香港政府新聞公報 （页面存档备份，存于）